# 芭比之特務小組
《芭比之特務小組》（英語：Barbie: Spy Squad）是环球影业發行的錄影帶首映動畫電影作品。於2016年3月1日以Blu-ray+DVD的形式在美國首次發售，並於2016年3月20日在尼克儿童频道上播出。該作為芭比動畫系列的第32部電影，芭比和她的两个好朋友蕾妮（Renee）和泰瑞莎（Teresa）共同在本片中担任主角，讲述三位拥有过人技能的体操选手被秘密间谍机构给盯上，并将其训练成为便衣特务小组，让她們带着高科技道具和精灵机械小宠物一起执行任务，從線索中找出竊取寶石的幕後黑手。
这是第一部启用艾莉卡·林貝克为芭比配音的芭比动画电影，也是最后一部以“美泰游乐场制作公司（Mattel Playground Productions）”的制片商名义发行的电影。
台灣於2016年2月24日由緯麟集團和傳訊時代多媒體聯合代理發行DVD。香港於2016年3月15日由洲立影視有限公司代理發行DVD。中国大陆由新汇集团上海声像出版社有限公司和上海新索音乐有限公司联合发行DVD。

## 劇情
一天晚上，一个身手矫健的女飞贼偷走了一颗宝石，并设法在黑夜中逃脱。故事随后切换到体操比赛，芭比和她的队友蕾妮和泰瑞莎正准备一起上台争夺冠军。在观众席上观看她们比赛的还有小凯莉、蜜拉和为猫而在编织毛衣的柔伊阿姨。看到派翠西娅在做平衡木的表现很好之后，芭比希望自己能像她一样做得很好。然而芭比和她的队友上场比赛自由体操时，芭比失去了焦点，没有让双脚稳稳站在蕾妮和泰瑞莎的肩上，摔倒在了赛场上，但是女孩们还是获得了冠军，但芭比仍然对她们没有完成常规动作而感到沮丧。为了能使她们高兴起来，柔伊阿姨邀请女孩们一起去野餐，当女孩们到达野餐地点时，她们不明白为什么她们会来到好莱坞的标志前。
几秒钟后，好莱坞标志下的一扇门突然打开了，女孩们好奇地走了进去。她们很快发现，这是一个名为“国际情报创新署”的秘密间谍组织总部，而该组织的负责人正是柔伊阿姨，她在情报局的称呼叫Z女士。女孩们都很惊讶，尤其是蕾妮，她不相信自己的姑姑还有其他的身份。Z女士还有一只机器宠物，一只名叫范欧蕾的猫（这意味着她仍然是一个爱猫的人）。Z女士告诉女孩们，她在观察了她们的体操技巧以及她们多年来的团队合作和友谊之后，她希望女孩们加入这个组织，来帮助他们完成一项秘密任务。她告诉她们宝石抢劫已经正在发生，如果所有的稀有宝石都被组装起来的话，它将为一个足够强大的EMP武器提供动力，以关闭他们的服务器。Z女士想让女孩们发挥自己的技能，一定可以找出谁是幕后黑手。虽然芭比和蕾妮都在身边，但泰瑞莎却感到十分胆怯，于是她提醒她们，她们仍然是被宵禁的年轻少女。首先，女孩们得到了自己的间谍服装，然后她们与特工邓巴探员一起训练，最后她们去找给她们提供高科技道具和装备的拉兹洛（他迷恋泰瑞莎，但试图假装他在和三个女孩说话），他给了她们一些间谍专用的武器装备（伪装成化妆品和时尚产品）和她们自己的宠物机器人，一只名叫佩西的狗。
作为交通工具，女孩们有了专为她们量身定制的摩托车，其中还包括佩西的侧座。由于发誓要保密，女孩们不能告诉任何人关于间谍的事，包括她们自己的姐妹。很快，女孩们出发去保护最后三颗宝石，她们得知了一颗宝石的存放地点，不幸的是，女孩们对窃贼的偷袭毫无防备，最后让窃贼带着宝石逃走了。第二天，女孩们为任务失败而道歉，而邓巴探员责备了女孩们。Z女士向她们保证，下一次任务一定会成功。女孩们在为她们的下一个任务挑选了伪装用的衣服之后，芭比开始练习她的特勤棒，当她似乎无法很好地落地时，Z女士教给她一个快速的技巧，先想象你的动作，然后去做，“看见它然后实现它”，这很有效。那天晚上，女孩们用她们的伪装去保护下一颗宝石。她们以厨师的身份来到这里，但被误认为是被学校派来实习的员工，最后她们把厨房弄得一团糟。在换上她们的宴会礼服后，女孩们睁大了眼睛和耳朵。她们最终还是被窃贼转移了注意力，即使她们的技术提高了，但窃贼还是带着宝石逃跑了。
第二天早上，Z女士心情沉重地告诉女孩们，只剩下最后一颗宝石了，因为她们连续两次任务失败，所以被开除了。在她们离开情报局之前，拉兹洛让女孩们再保留一天给她们使用的装备和摩托车，明天再归还。在练习体操动作的时候，小凯莉问芭比为什么最近这么疏远她，芭比为此道歉，并告诉她的妹妹，如果她能告诉她最近所发生的一切，她保证她会的。为了帮助小凯莉练习体操动作，芭比教小凯莉她学到的关于想象一个动作并去实现它的技巧，小凯莉在尝试了之后表示她竟然成功了。在观看派翠西娅练习单杠的时候，芭比注意到她的一个阿拉伯三连翻的动作和昨晚窃贼做的动作十分相似，当她们听到派翠西娅对她们说的话时，女孩们意识到窃贼就在她们的面前。虽然她们已经被情报局给解雇了，但她们还是决定去阻止派翠西娅。在她们离开小凯莉和蜜拉之后，她们决定等她们准备好了的时候再告诉她们最近所发生的一切。
在联系不上邓巴探员、Z女士或拉兹洛之后，女孩们骑着摩托车紧紧追赶着派翠西娅，尽管派翠西娅最后摆脱了她们，但芭比在她逃跑前设法在她的摩托车上安装了一个追踪器。女孩们看到派翠西娅去了情报局总部而感到很奇怪，就跟着她去看看发生了什么事。她们设法在大门关闭前溜了进去，但她们的安全通行证已经从系统中抹去了，幸好佩西及时出现，它帮助女孩们溜了进去。进入情报局之后，她们发现派翠西娅在禁区，于是她们从通风管道爬了进去。正是在那里，她们发现派翠西娅一直在为邓巴探员工作。不巧的是，拉兹洛给在通风管道里的泰瑞莎打电话，尽管她们努力保持安静，但女孩们还是被发现了。当女孩们被抓住时，她们问派翠西娅为什么要这么做，结果却发现派翠西娅只是被邓巴探员雇来盗取宝石的人，邓巴探员想利用宝石激活EMP武器来关闭情报机构的控制系统，最糟糕的是邓巴探员打算将此事嫁祸给Z女士，之后他将会成为机构的新负责人。尽管有人警告说他只会造成伤害，但他并不在乎，因为一旦他征服了情报局，他下一步将会征服整个世界。听到这个消息后，派翠西娅想要离开，因为她从来没有想过自己要成为统治世界的危险人物，她这样做只是为了赚钱。邓巴探员告诉派翠西娅她必须选择站在哪一边，但派翠西娅说她只站在自己一边就设法逃跑了。邓巴探员激活了安全漏洞警报并进入了控制中心，随后女孩们设法摆脱了被邓巴探员控制的机器人的束缚，然后芭比独自前去追赶邓巴探员。蕾妮、泰瑞莎和拉兹罗重新编程了被邓巴探员控制的机器人来帮助她们。芭比开始对付邓巴探员，甚至派翠西娅也出来帮忙了。尽管最后EMP武器还是被邓巴探员给激活了，芭比还是想要设法挽救，打算从EMP武器上移走一颗宝石，但却发现宝石被电磁场紧紧吸附在EMP武器上。Z女士提醒芭比使用特勤棒，于是芭比使用发挥出力量的特勤棒翘掉了其中一颗宝石，一切都恢复了正常。在邓巴探员试图逃跑后，机器人抓住了他，他被逮捕了。
很快，女孩们就进入了体操冠军比赛，派翠西娅祝她们一切顺利。这次芭比完美地降落在了蕾妮和泰瑞莎的肩上。女孩们继续作为间谍在情报局工作，并前往执行下一个任务。

## 配音員
| 角色                     | 英語原聲                                  | 國語配音 | 國語配音 | 國語配音 |
| 角色                     | 英語原聲                                  | 中国大陆 | 台湾     | 广东话   |
| ------------------------ | ----------------------------------------- | -------- | -------- | -------- |
| 芭比（Barbie）           | 艾莉卡·林貝克（对白） Tarra Layne（唱歌） | 钟薇     | 林沛笭   |          |
| 蕾妮（Renee）            | 史蒂芬妮·谢                               | 冰心     |          |          |
| 泰瑞莎（Teresa）         | 珍妮·佩莱瑟（Jenny Pellicer）             | 小云     |          |          |
| 小凯莉（Chelsea）        | 艾丽莎·斯韦尔斯（Alyssya Swales）         | 小洁     |          |          |
| 蜜拉（Mila）             | 伊丽莎白·厄文（Elizabeth Irving）         | 黄诗琦   |          |          |
| 邓巴探员（Agent Dunbar） | 布莱恩·多布森                             | 大牛     |          |          |
| 大厨（Head Chef）        | 布莱恩·多布森                             | 大牛     |          |          |
| 派翠西娅（Patricia）     | 丽贝卡·侯赛因（Rebecca Husain）           | 周秀娜   |          |          |
| 柔伊阿姨（Aunt Zoe）     | 凱西·薇瑟樂克                             | 李俊英   |          |          |
| 拉兹罗（Lazlo）          | 伊恩·汉林                                 | 维亚     |          |          |
| 佩西（Percy）            | 乔纳森·霍姆斯（Jonathan Holmes）          | 赵威     |          |          |
| 范欧蕾（Violet）         | 凱斯琳·巴爾                               | 春华     |          |          |
| 警报（Alarm）            | 凱斯琳·巴爾                               | 春华     |          |          |

## 歌曲
All We Got
创作：Jeannie Lurie, Gabriel Mann
演唱：Rachel Bearer
制作人：Gabriel Mann, Niv Toar
Champions
创作：Jeannie Lurie, Gabriel Mann
演唱：Rachel Bearer
制作人：Gabriel Mann, Niv Toar
Silver Lining
创作：Jordyn Kane, Jason Rabinowitz, Mansa Wakili, Colton Fisher, James Katalbas, Jaron Lamot, Kelli Wakili
演唱：Jordyn Kane
制作人：The Math Club
Strength in Numbers
创作：Jordyn Kane, Jason Rabinowitz, Mansa Wakili, Colton Fisher, James Katalbas, Jaron Lamot, Kelli Wakili
演唱：Fiora Cutler, Tarra Layne, Kelli Wakili
制作人：The Math Club

## DVD特別收錄
- 漏網鏡頭（Outtakes）
- 芭比之特務小組官方預告
- "Strength in Numbers" music video（美国版DVD独有）

※备注：中国大陆发行的DVD没有特别收录。

## 備註
1. 1 2  依照芭比系列電影上映次序。

## 資料來源
1. ↑  . 2024-12-16.
2. ↑  . The Futon Critic. 2024-12-16.
3. ↑  . 2024-12-16.
4. ↑  . 2024-12-16.
5. ↑  . 2024-12-16.

## 外部連結
- 《芭比之特務小組》  - 環球影業家庭娛樂（英文）
- 在Netflix上觀看《芭比之特務小組》
- 互联网电影数据库（IMDb）上《芭比之特務小組》的资料（英文）
- AllMovie上《芭比之特務小組》的资料（英文）
- 爛番茄上《芭比之特務小組》的資料（英文）
- 豆瓣电影上《芭比之特務小組》的資料 （简体中文）